# Samir Rifaï
Ne doit pas être confondu avec Samir Al-Rifai.
Samir Zaid al-Rifai (en arabe : سمير زيد الرفاعي ; né le 1er juillet 1966) est premier ministre de Jordanie du 14 décembre 2009 au 1er février 2011. La fin de son mandat est marquée par la démission collective de son gouvernement à la suite de nombreuses manifestations, dans le contexte du Printemps arabe, en janvier 2011. Ce mois est aussi marqué par la fin du règne du président tunisien Zine el-Abidine Ben Ali durant la révolution tunisienne, et par la révolte du peuple égyptien remettant en cause le pouvoir hégémonique de Mohammed Hosni Moubarak.

## Études
- Étudiant en économie à l'université Harvard en 1984
- Étudiant en droit à l'université de Cambridge en 1989

## Vie politique
- Ministre de l'Économie, des Finances et des Actions jordaniennes (2007 - 2008)
- Ministre des Affaires étrangères (2008 - 2009)
- Ministre de l'Économie et vice-Premier ministre (2009)
- Premier ministre (depuis 2009)

## Vie privée
- Marié en 2012 avec Haya Akef Al-Fayez